# Nati nel 1978/Novembre
| Questa pagina contiene informazioni ricavate automaticamente dalle voci biografiche con l'ausilio del template Bio e di un bot. L'aggiornamento è periodico e automatico e ricostruisce completamente la pagina. Se manca una persona in questa lista, sei pregato di non aggiungerla, ma accertati piuttosto che la sua voce biografica contenga il template Bio e che i dati anagrafici siano correttamente compilati. Se il template Bio manca, inseriscilo tu stesso o, in alternativa, metti l'avviso {{tmp\|Bio}} che ne segnala la mancanza. Se i dati riportati sono sbagliati, correggi direttamente la voce biografica; le modifiche saranno visibili in questa lista entro pochi giorni. Per chiarimenti vedi il progetto biografie. La lista contiene solo le 365 persone che sono citate nell'enciclopedia e per le quali è stato implementato correttamente il template Bio. Pagina aggiornata al 10 ago 2025. |

- 1º novembre - Lazare Adingono, ex cestista e allenatore di pallacanestro camerunese
- 1º novembre - Cristian Beggi, pilota motociclistico italiano
- 1º novembre - Elbekay Bouchiba, ex calciatore olandese
- 1º novembre - Chen Yongqiang, ex calciatore cinese
- 1º novembre - Kevin James Custer, regista statunitense
- 1º novembre - Francesco De Francesco, doppiatore italiano
- 1º novembre - Selma Ergeç, attrice tedesca
- 1º novembre - Hao Lei, attrice cinese
- 1º novembre - Danny Koevermans, allenatore di calcio e ex calciatore olandese
- 1º novembre - Andrij Kornjev, ex calciatore ucraino
- 1º novembre - Sonja Lang, linguista, traduttrice e esperantista canadese
- 1º novembre - Ania Cecilia, cantautrice italiana
- 1º novembre - Abdeslam Ouaddou, ex calciatore marocchino
- 1º novembre - Lázaro Ramos, attore, scrittore e regista brasiliano
- 1º novembre - Kristen Rasmussen, ex cestista e allenatrice di pallacanestro statunitense
- 1º novembre - Tyler Reks, ex wrestler statunitense
- 1º novembre - Lise Rønne, conduttrice televisiva danese
- 1º novembre - Bermane Stiverne, pugile haitiano
- 1º novembre - Jessica Valenti, scrittrice statunitense
- 2 novembre - Juan Antonio Arguelles Rius, musicista, programmatore e produttore discografico spagnolo († 2007)
- 2 novembre - Deniss Čerkovskis, pentatleta lettone
- 2 novembre - Oliver Chris, attore e commediografo britannico
- 2 novembre - Cristina Souza de Carvalho, ex cestista brasiliana
- 2 novembre - Bartosz Grzelak, allenatore di calcio e ex calciatore svedese
- 2 novembre - Christian Gyan, calciatore ghanese († 2021)
- 2 novembre - Avard Moncur, velocista bahamense
- 2 novembre - Noah Ngeny, ex mezzofondista keniota
- 2 novembre - Daniel Novák, ex cestista slovacco
- 2 novembre - Alexander Östlund, ex calciatore svedese
- 2 novembre - Karim Shabazz, ex cestista statunitense
- 3 novembre - Burak Demir, attore turco
- 3 novembre - Jaime Herrera Beutler, politica statunitense
- 3 novembre - Roman Lengyel, ex calciatore ceco
- 3 novembre - Tim McIlrath, cantante e chitarrista statunitense
- 3 novembre - Sergey Movsesyan, scacchista armeno
- 3 novembre - Vittoria Risi, attrice pornografica italiana
- 3 novembre - Julia Taylor, ex attrice pornografica ungherese
- 3 novembre - Daniel Vaca, ex calciatore boliviano
- 4 novembre - Andy Flickinger, ex ciclista su strada, pistard e dirigente sportivo francese
- 4 novembre - Valentina Igošina, pianista russa
- 4 novembre - Carole Péon, triatleta francese
- 4 novembre - Valeria Solarino, attrice italiana
- 4 novembre - Francesco Testi, attore italiano
- 4 novembre - Gorka Verdugo, ex ciclista su strada spagnolo
- 5 novembre - Sara Berger, storica tedesca
- 5 novembre - Michalīs Chatzīgiannīs, cantante cipriota
- 5 novembre - Ana Bacalhau, cantante portoghese
- 5 novembre - Katie Dunn, ex sciatrice alpina canadese
- 5 novembre - Gerard Fraser, allenatore di rugby a 15 e ex rugbista a 15 neozelandese
- 5 novembre - Sonja Fuss, ex calciatrice tedesca
- 5 novembre - Gian Maria Gabbiani, pilota automobilistico e personaggio televisivo italiano
- 5 novembre - Jozef Karika, scrittore e pubblicista slovacco
- 5 novembre - Dean Oliver, ex cestista e allenatore di pallacanestro statunitense
- 5 novembre - Xavier Tondó, ciclista su strada spagnolo († 2011)
- 5 novembre - Luigi Viale, velista italiano
- 5 novembre - Bubba Watson, golfista statunitense
- 6 novembre - Keith Aucoin, hockeista su ghiaccio statunitense
- 6 novembre - Federico Bongioanni, ex calciatore argentino
- 6 novembre - Manuel Casella, attore e ex modello italiano
- 6 novembre - Daniella Cicarelli, modella e conduttrice televisiva brasiliana
- 6 novembre - Erik Cole, ex hockeista su ghiaccio statunitense
- 6 novembre - Leighann Doan, ex cestista canadese
- 6 novembre - Bruno João Nandinga Borges Fernandes, ex calciatore portoghese
- 6 novembre - Dean Kent, ex nuotatore neozelandese
- 6 novembre - Justin Love, cestista e allenatore di pallacanestro statunitense († 2020)
- 6 novembre - Taryn Manning, attrice statunitense
- 6 novembre - Don Martin, rapper norvegese
- 6 novembre - Jukka Matinen, ex cestista finlandese
- 6 novembre - Jamie McGuire, scrittrice statunitense
- 6 novembre - Kenji Miyamoto, ex danzatore su ghiaccio e coreografo giapponese
- 6 novembre - Nirajan del Nepal, principe nepalese († 2001)
- 6 novembre - Edmund Saunders, ex cestista e allenatore di pallacanestro statunitense
- 6 novembre - Savanté Stringfellow, ex lunghista statunitense
- 7 novembre - Mohamed Aboutreika, ex calciatore egiziano
- 7 novembre - Elisabeth Bachman, ex pallavolista statunitense
- 7 novembre - Silvio Baier, fisico, scacchista e compositore di scacchi tedesco
- 7 novembre - Alberto Bona, attore e regista italiano
- 7 novembre - Choi Hyun, ex calciatore sudcoreano
- 7 novembre - Dejdamrong Sor Amnuaysirichoke, lottatore thailandese
- 7 novembre - Maceo Plex, disc jockey e produttore discografico statunitense
- 7 novembre - Rio Ferdinand, ex calciatore inglese
- 7 novembre - Marcello Fonte, attore italiano
- 7 novembre - Mariafrancesca Garritano, ballerina italiana
- 7 novembre - Julia Krahn, artista tedesca
- 7 novembre - Daniela Luchessi, ex cestista argentina
- 7 novembre - Tomoya Nagase, attore e cantante giapponese
- 7 novembre - Enrico Palmosi, pianista, arrangiatore e produttore discografico italiano
- 7 novembre - Mark Read, pianista e batterista britannico
- 7 novembre - Barry Robson, ex calciatore scozzese
- 7 novembre - Jan Vennegoor of Hesselink, dirigente sportivo e ex calciatore olandese
- 7 novembre - Wu Yanyan, ex nuotatrice cinese
- 8 novembre - Shahram Amiri, fisico iraniano († 2016)
- 8 novembre - Jennifer Banko, attrice statunitense
- 8 novembre - Ayeni Bosun, ex calciatore nigeriano
- 8 novembre - Tim de Cler, ex calciatore olandese
- 8 novembre - Emeka Erege, ex cestista nigeriano
- 8 novembre - Maurice Evans, ex cestista statunitense
- 8 novembre - Nate Holland, ex snowboarder statunitense
- 8 novembre - Júlio Sérgio, allenatore di calcio e ex calciatore brasiliano
- 8 novembre - Ali Karimi, ex calciatore e allenatore di calcio iraniano
- 8 novembre - Shyne, rapper beliziano
- 8 novembre - Keir O'Donnell, attore, sceneggiatore e produttore cinematografico australiano
- 8 novembre - Brendon Polyblank, ex cestista e allenatore di pallacanestro neozelandese
- 8 novembre - Martin Vozábal, ex calciatore ceco
- 9 novembre - Ol'ga Brusnikina, sincronetta russa
- 9 novembre - Lisa Fusco, showgirl, personaggio televisivo e cantante italiana
- 9 novembre - Steven López, taekwondoka statunitense
- 9 novembre - Tom Manses, ex calciatore vanuatuano
- 9 novembre - Slobodan Marković, ex calciatore serbo
- 9 novembre - Brendan Penny, attore canadese
- 9 novembre - Fabio Raimondo, politico italiano
- 9 novembre - Sisqó, cantautore e produttore discografico statunitense
- 10 novembre - Nadine Angerer, ex calciatrice tedesca
- 10 novembre - Laurent Caiolo Serra, ex sciatore alpino e sciatore freestyle francese
- 10 novembre - Kyla Cole, modella, attrice e conduttrice televisiva slovacca
- 10 novembre - Valerio Curti, pallavolista italiano
- 10 novembre - Ruth Davidson, giornalista e politica britannica
- 10 novembre - Elizabeth Day, scrittrice e giornalista britannica
- 10 novembre - Diplo, disc jockey, produttore discografico e rapper statunitense
- 10 novembre - Eve, rapper e attrice statunitense
- 10 novembre - Matt Hill, ex giocatore di football americano statunitense
- 10 novembre - Alena Kováčová, ex cestista slovacca
- 10 novembre - Peter Larsson, fondista svedese
- 10 novembre - Julián López, attore e comico spagnolo
- 10 novembre - David Paetkau, attore canadese
- 10 novembre - Park Jae-hong, ex calciatore sudcoreano
- 10 novembre - Sébastien Piocelle, ex calciatore francese
- 10 novembre - Timo Scheider, pilota automobilistico tedesco
- 10 novembre - Bartosz Soćko, scacchista polacco
- 11 novembre - Yasary Castrodad, pallavolista cubana
- 11 novembre - Aleksej D'jačenko, schermidore russo
- 11 novembre - Erik Edman, ex calciatore svedese
- 11 novembre - Leslie Fitzpatrick, allenatore di calcio e ex calciatore trinidadiano
- 11 novembre - LaMont Jordan, ex giocatore di football americano statunitense
- 11 novembre - Nikolaj Krjukov, ex ginnasta russo
- 11 novembre - Franco Marvulli, ex pistard e ciclista su strada svizzero
- 11 novembre - Marie-Ève Pelletier, schermitrice canadese
- 11 novembre - Luca Piemonte, ex canoista italiano
- 11 novembre - Manōlīs Psōmas, ex calciatore greco
- 11 novembre - Liudmila Radchenko, pittrice, attrice e modella russa
- 11 novembre - Mauricio Sabillón, ex calciatore honduregno
- 11 novembre - Jevgēņijs Saproņenko, ex ginnasta lettone
- 11 novembre - Alice Tumler, conduttrice televisiva austriaca
- 11 novembre - Wen Xiaoyan, atleta paralimpica cinese
- 12 novembre - Eric Addo, ex calciatore ghanese
- 12 novembre - Alia Janine, ex attrice pornografica statunitense
- 12 novembre - Nicolas Giraud, attore e regista francese
- 12 novembre - Sri Indriyani, ex sollevatrice indonesiana
- 12 novembre - Alexandra Maria Lara, attrice rumena
- 12 novembre - Nicola Marconi, ex tuffatore italiano
- 12 novembre - Nancy Meendering, ex pallavolista statunitense
- 12 novembre - Miguel Ángel Ferrer, allenatore di calcio e ex calciatore spagnolo
- 12 novembre - Lars Ivar Moldskred, calciatore norvegese
- 12 novembre - Sharmeen Obaid-Chinoy, regista, produttrice cinematografica e attivista pakistana
- 12 novembre - Dorota Osińska, cantante polacca
- 12 novembre - Giuseppe Ottaviani, disc jockey e produttore discografico italiano
- 12 novembre - Giorgio Salati, scrittore, sceneggiatore e fumettista italiano
- 12 novembre - Matt Schnobrich, canottiere statunitense
- 12 novembre - Céline Sciamma, regista e sceneggiatrice francese
- 12 novembre - Ashley Williams, attrice statunitense
- 12 novembre - Lena Yada, modella, attrice e surfista statunitense
- 13 novembre - Joanne Accom, cantante australiana
- 13 novembre - Bineta Diouf, ex cestista senegalese
- 13 novembre - Emrah Eren, allenatore di calcio e ex calciatore turco
- 13 novembre - Nikolai Fraiture, musicista statunitense
- 13 novembre - Beatrice Hsu, attrice taiwanese († 2007)
- 13 novembre - Igor Kudrenko, ex calciatore kirghiso
- 13 novembre - Frédéric Moncade, ex cestista francese
- 13 novembre - Shen Xue, ex pattinatrice artistica su ghiaccio cinese
- 13 novembre - Martina Sorbara, cantante canadese
- 13 novembre - Luisa Striani, ex nuotatrice italiana
- 14 novembre - Michala Banas, attrice neozelandese
- 14 novembre - Delphine Chanéac, attrice francese
- 14 novembre - Lindy Leveau-Agricole, ex giavellottista seychellese
- 14 novembre - Grigory Martirosyan, politico karabakho
- 14 novembre - Leandro Müller, scrittore brasiliano
- 14 novembre - Jonathan Sesma, ex calciatore spagnolo
- 14 novembre - Elvis Sina, ex calciatore albanese
- 14 novembre - Vioresin Sinani, ex calciatore albanese
- 15 novembre - Dirty South, disc jockey e produttore discografico serbo
- 15 novembre - Kris Kocurek, ex giocatore di football americano e allenatore di football americano statunitense
- 15 novembre - Marius Sabaliauskas, ex ciclista su strada lituano
- 15 novembre - Floyd Womack, ex giocatore di football americano statunitense
- 15 novembre - Zhou Chunxiu, maratoneta cinese
- 16 novembre - Chen Shih-hsin, ex taekwondoka taiwanese
- 16 novembre - Eric Crouch, ex giocatore di football americano statunitense
- 16 novembre - Daniel Graham, ex giocatore di football americano statunitense
- 16 novembre - Kenny Gregory, ex cestista statunitense
- 16 novembre - Tomasz Jarzębowski, ex calciatore polacco
- 16 novembre - Diego Hernán Martínez, allenatore di calcio e ex calciatore argentino
- 16 novembre - Gary Naysmith, allenatore di calcio e ex calciatore scozzese
- 16 novembre - Steve Omischl, ex sciatore freestyle canadese
- 16 novembre - Santiago Peña, politico e economista paraguaiano
- 16 novembre - Conny Pohlers, ex calciatrice tedesca
- 16 novembre - Gerhard Tremmel, ex calciatore tedesco
- 16 novembre - Dragana Zorić, ex cestista bosniaca
- 17 novembre - Nonso Anozie, attore britannico
- 17 novembre - Zoë Bell, attrice e stuntwoman neozelandese
- 17 novembre - Tom Ellis, attore britannico
- 17 novembre - Leandro Guerreiro, allenatore di calcio e ex calciatore brasiliano
- 17 novembre - Jorge Wagner, ex calciatore brasiliano
- 17 novembre - Júlio César Santos Correa, ex calciatore brasiliano
- 17 novembre - Charles Lota, ex calciatore zambiano
- 17 novembre - Martin Lukeš, ex calciatore ceco
- 17 novembre - Rachel McAdams, attrice canadese
- 17 novembre - Lauren van Oosten, nuotatrice canadese
- 17 novembre - Kurtis Roberts, pilota motociclistico statunitense
- 17 novembre - Tobias Schellenberg, tuffatore tedesco
- 17 novembre - Jakub Sucháček, ex saltatore con gli sci ceco
- 17 novembre - Reggie Wayne, ex giocatore di football americano statunitense
- 17 novembre - Andrej Žakelj, allenatore di pallacanestro e ex cestista sloveno
- 18 novembre - Tamás Bognár, arbitro di calcio ungherese
- 18 novembre - Roberto Campisi, presbitero italiano
- 18 novembre - Maribel Domínguez, ex calciatrice messicana
- 18 novembre - Damien Johnson, ex calciatore nordirlandese
- 18 novembre - Aldo Montano, ex schermidore italiano
- 18 novembre - Andris Nelsons, direttore d'orchestra lettone
- 18 novembre - Azubike Oliseh, ex calciatore nigeriano
- 18 novembre - Miguel Rodrigo Pereira Vargas, ex calciatore portoghese
- 18 novembre - Hesler Phillips, ex calciatore honduregno
- 18 novembre - Ebru Özkan, attrice turca
- 19 novembre - Magdalena Barile, drammaturga e sceneggiatrice italiana
- 19 novembre - Daniel Chong, regista, sceneggiatore e animatore statunitense
- 19 novembre - Mahé Drysdale, canottiere neozelandese
- 19 novembre - Lil' Mo, cantante statunitense
- 19 novembre - Eric Nenninger, attore statunitense
- 19 novembre - Věra Pospíšilová-Cechlová, ex discobola e pesista ceca
- 20 novembre - Jean-François Bédénik, allenatore di calcio e calciatore francese
- 20 novembre - Neil de Kock, ex rugbista a 15 sudafricano
- 20 novembre - Alessia Lucchini, nuotatrice artistica italiana
- 20 novembre - Kéné Ndoye, lunghista e triplista senegalese († 2023)
- 20 novembre - Stipo Papic, ex cestista tedesco
- 20 novembre - Stiko Per Larsson, cantante svedese
- 20 novembre - Fran Perea, attore e cantante spagnolo
- 20 novembre - Vüqar Quliyev, ex calciatore azero
- 20 novembre - Elif Sönmez, attrice turca
- 20 novembre - Rafaėl' Urazbahtin, allenatore di calcio e ex calciatore kazako
- 20 novembre - Nadine Velazquez, attrice e modella statunitense
- 21 novembre - Yasmine Al Massri, attrice libanese
- 21 novembre - Sergiu Costin, ex calciatore rumeno
- 21 novembre - Petra Dallmann, ex nuotatrice tedesca
- 21 novembre - David Dixon, ex cestista statunitense
- 21 novembre - Hrvatin Gudelj, ex calciatore croato
- 21 novembre - Lucía Jiménez, attrice spagnola
- 21 novembre - Emil Noll, ex calciatore della Repubblica Democratica del Congo
- 21 novembre - Chucks Nwoko, ex calciatore nigeriano
- 21 novembre - Olivier Perez, attore svizzero
- 21 novembre - Ivo Smoje, allenatore di calcio e ex calciatore croato
- 21 novembre - Paul Urlovic, ex calciatore neozelandese
- 21 novembre - Edipo, cantautore italiano
- 22 novembre - Anthony Brindisi, politico statunitense
- 22 novembre - Sebastián Castro, ex giocatore di calcio a 5 e ex giocatore di beach soccer uruguaiano
- 22 novembre - Mélanie Doutey, attrice francese
- 22 novembre - Arnaldo Febres, ex cestista portoricano
- 22 novembre - Leo Gregory, attore britannico
- 22 novembre - Magdalena Grzybowska, ex tennista polacca
- 22 novembre - Mark Karcher, ex cestista statunitense
- 22 novembre - Karen O, cantante sudcoreana
- 22 novembre - Elisabeth Köstinger, politica austriaca
- 22 novembre - Massimo Melucci, allenatore di calcio e ex calciatore italiano
- 22 novembre - Francis Obikwelu, velocista nigeriano
- 22 novembre - Marco Ramstein, giocatore di curling svizzero
- 22 novembre - Rüdiger Rehm, allenatore di calcio e ex calciatore tedesco
- 23 novembre - Sergio Algozzino, fumettista italiano
- 23 novembre - Edward David Burt, politico britannico
- 23 novembre - Destin Daniel Cretton, regista, sceneggiatore e produttore cinematografico statunitense
- 23 novembre - Joachim Fischer Nielsen, giocatore di badminton danese
- 23 novembre - Nikolaj Jaskov, pentatleta russo
- 23 novembre - Johnson Macabá, ex calciatore angolano
- 23 novembre - Alison Mosshart, cantante e chitarrista statunitense
- 23 novembre - Kayvan Novak, attore britannico
- 23 novembre - Robert Sassone, pistard e ciclista su strada francese († 2016)
- 23 novembre - Fredrik Sterner, ex snowboarder svedese
- 23 novembre - Nadežda Torlopova, pugile russa
- 23 novembre - Tote, ex calciatore spagnolo
- 23 novembre - Terrence Trammell, ex ostacolista e velocista statunitense
- 23 novembre - Raman Vasiljuk, ex calciatore bielorusso
- 23 novembre - Shanmugam Venkatesh, allenatore di calcio e ex calciatore indiano
- 24 novembre - Pavel Andreev, ex multiplista uzbeko
- 24 novembre - Luciano Bozko, pallavolista brasiliano
- 24 novembre - Katherine Heigl, attrice, produttrice cinematografica e produttrice televisiva statunitense
- 24 novembre - Jari Ilola, ex calciatore finlandese
- 24 novembre - Vanessa Incontrada, attrice e conduttrice televisiva spagnola
- 24 novembre - Susanna Majuri, fotografa finlandese († 2020)
- 24 novembre - Robert Mizrachi, giocatore di poker statunitense
- 25 novembre - Taís Araújo, attrice brasiliana
- 25 novembre - Julien Arruti, attore e sceneggiatore francese
- 25 novembre - Srđan Baljak, ex calciatore serbo
- 25 novembre - Marino Baždarić, ex cestista croato
- 25 novembre - Paul Bielatowicz, chitarrista, cantante e compositore britannico
- 25 novembre - Nate Dusing, ex nuotatore statunitense
- 25 novembre - Thanathorn Juangroongruangkit, politico e dirigente d'azienda thailandese
- 25 novembre - Mara, cantante russa
- 25 novembre - Ángel Martín, ex calciatore andorrano
- 25 novembre - Rasmus Myrgren, velista svedese
- 25 novembre - Koel Purie, attrice indiana
- 25 novembre - Mikko Ronkainen, ex sciatore freestyle finlandese
- 25 novembre - Anke Scholz, ex nuotatrice tedesca
- 25 novembre - Ringo Shiina, cantautrice, musicista e compositrice giapponese
- 25 novembre - Manuel Torres, ex calciatore panamense
- 26 novembre - Jun Fukuyama, doppiatore e cantante giapponese
- 26 novembre - Antonio Látimer, ex cestista portoricano
- 26 novembre - Aaron McCusker, attore britannico
- 26 novembre - Candida Moss, docente, biblista e editorialista britannica
- 26 novembre - David Partridge, ex calciatore gallese
- 26 novembre - Andrejs Rubins, calciatore e allenatore di calcio lettone († 2022)
- 26 novembre - Paolo Ruffini, attore, conduttore televisivo e regista italiano
- 26 novembre - Ryan Toby, cantautore e produttore discografico statunitense
- 27 novembre - David Ben Dayan, ex calciatore israeliano
- 27 novembre - Marcello Coppo, politico italiano
- 27 novembre - Gel, rapper, writer e cantautore italiano
- 27 novembre - Manu Fullola, attore spagnolo
- 27 novembre - José Iván Gutiérrez, dirigente sportivo e ex ciclista su strada spagnolo
- 27 novembre - Blue Hamilton, musicista e produttore discografico statunitense
- 27 novembre - Joshua Harris, attore statunitense
- 27 novembre - Evgenija Isakova, ex ostacolista russa
- 27 novembre - Jeton Kelmendi, scrittore albanese
- 27 novembre - Shy Love, attrice pornografica statunitense
- 27 novembre - MC HotDog, cantante e rapper taiwanese
- 27 novembre - Daniele Pollini, pianista, compositore e direttore d'orchestra italiano
- 27 novembre - Bogdan Popescu, ex cestista rumeno
- 27 novembre - Oksana Pys'mennyk, ex cestista ucraina
- 27 novembre - Jimmy Rollins, ex giocatore di baseball statunitense
- 27 novembre - Radek Štěpánek, allenatore di tennis e ex tennista ceco
- 27 novembre - Unax Ugalde, attore spagnolo
- 27 novembre - Tomáš Čížek, ex calciatore ceco
- 28 novembre - Ayman Abdel-Aziz, ex calciatore egiziano
- 28 novembre - Brent Albright, ex wrestler statunitense
- 28 novembre - Ulugbek Bakaev, allenatore di calcio e ex calciatore uzbeko
- 28 novembre - Denis Flahaut, ex ciclista su strada e ex ciclocrossista francese
- 28 novembre - Aimee Garcia, attrice statunitense
- 28 novembre - Juan Francisco Gatell, tenore argentino
- 28 novembre - Amer Jukan, calciatore sloveno
- 28 novembre - Abdelrahman Isaac Karongo, calciatore sudanese
- 28 novembre - Barbara Mauceri, ex pallamanista italiana
- 28 novembre - Freddie Mitchell, ex giocatore di football americano statunitense
- 28 novembre - Mehdi Nafti, allenatore di calcio e ex calciatore francese
- 28 novembre - Tomohiro Nagatsuka, ex pistard giapponese
- 28 novembre - Tadas Papečkys, ex calciatore lituano
- 28 novembre - Petar Rnkovic, ex calciatore norvegese
- 28 novembre - Ardalan Shekarabi, politico svedese
- 28 novembre - Cristina Tajani, politica e economista italiana
- 28 novembre - Haytham Tambal, ex calciatore sudanese
- 29 novembre - José Acciari, allenatore di calcio e ex calciatore argentino
- 29 novembre - Heather Bown, pallavolista statunitense
- 29 novembre - Alessandro Fei, dirigente sportivo e ex pallavolista italiano
- 29 novembre - Lauren German, attrice statunitense
- 29 novembre - Dīmītrios Kōnstantopoulos, ex calciatore greco
- 29 novembre - Maciel Lima Barbosa da Cunha, ex calciatore brasiliano
- 29 novembre - Ludwika Paleta, attrice polacca
- 29 novembre - Daniele Savoca, attore italiano
- 29 novembre - Kaisani Uhatahi, ex calciatore tongano
- 29 novembre - Benjamín Vicuña, attore cileno
- 29 novembre - Andrij Vorobej, ex calciatore ucraino
- 30 novembre - Clay Aiken, cantante statunitense
- 30 novembre - Jordan Belfi, attore statunitense
- 30 novembre - Pierrick Fédrigo, ex ciclista su strada francese
- 30 novembre - Gael García Bernal, attore, regista e sceneggiatore messicano
- 30 novembre - Matthias Hattenberger, ex calciatore austriaco
- 30 novembre - Robert Kirkman, fumettista statunitense
- 30 novembre - Serhij Kostjuk, ex calciatore ucraino
- 30 novembre - Ante Nazor, allenatore di pallacanestro croato
- 30 novembre - Máiréad Nesbitt, violinista irlandese
- 30 novembre - Marius Sava, ex calciatore rumeno
- 30 novembre - Chris Thompson, nuotatore statunitense